# Scotland the Brave
Pour les articles homonymes, voir Scotland et Brave.
Clip vidéo
[vidéo] « Scotland the Brave - parade de pipe band des Highland games », sur YouTube
Scotland the Brave (Écosse la Brave, Alba an Aigh, en gaélique écossais) est une musique folklorique de pipe band écossais du XIXe siècle. Elle est, avec Flower of Scotland et Scots Wha Hae, considérée comme l'un des hymnes nationaux officieux de l'Écosse.

## Histoire
Les origines de cette musique folklorique écossaise sont inconnues. Elle semble dater du début du XXe siècle  (ou selon d'autres sources, des années 1891-1895) ; elle était déjà connue sous le nom de Scotland the Brave ou Brave Scotland.
Néanmoins, la plus ancienne partition écrite sous le nom de « Scotland the Brave » date de 1911 et a été découverte dans un recueil de mélodies d’un Boys’ Brigade.
Toutefois, c'est vers 1950 que les premières paroles furent écrites par le journaliste écossais Cliff Hanley, à la demande du chanteur Robert Wilson (en) contre la somme de 25 £ en contrepartie desquelles Wilson percevrait les droits d'auteur. Mais lorsque Hanley lui présenta le texte, Wilson fut si impressionné par la qualité du travail fourni par le journaliste qu'il considéra que cela serait tricher que de se l'approprier, et refusa de signer le contrat lui octroyant des droits « Écoutez quand la nuit tombe. Écoutez ! J'entends les cornemuses appeler, appeler fort et fièrement, dans le vallon. Là où les collines dorment, sentez maintenant le sang bondir, haut comme l'esprit, des vieux hommes des Highlands... »
Une autre version de l'hymne existe, intitulée Scotland Forever ; sur la même mélodie, John McDermott a composé d'autres paroles. Une troisième version, My Bonnie Lassie, existe également.

## Utilisation

### Un favori des Écossais
Cette chanson, aux accents très patriotes, est arrivée derrière Flower of Scotland lors d'un sondage internet visant à déterminer l'hymne favori des Écossais en juillet 2006.
Scotland the Brave a été utilisée pour représenter l'Écosse lors des Jeux du Commonwealth jusqu'aux Jeux de 2006 inclus, avant d'être remplacée par Flower of Scotland. C'est aussi Flower of Scotland qui remporte la faveur générale lors des matches de rugby à XV joués par l'équipe nationale d'Écosse.

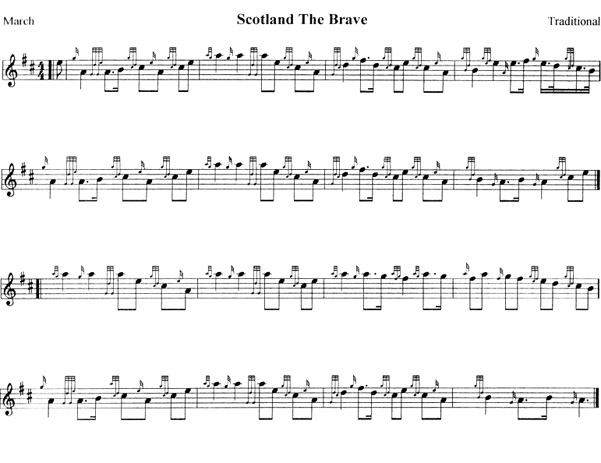

### Un hymne militaire
En 2006, Scotland the Brave a été adopté comme marche de régiment par le Royal Regiment of Scotland.
Cet hymne est la musique du pipe band (corps de cornemuses) d'un régiment de l'armée canadienne, le British Columbia Dragoons (en) ; il est également joué à chaque revue de l'école militaire américaine The Citadel.

### Dérivés
L'hymne Praise to the Man de l'église des Saints des Derniers Jours, composé par W. W. Phelps, reprend la mélodie de Scotland the Brave,.
Un spectacle intitulé Scotland the Brave, en tournée en Australie, en Nouvelle-Zélande et au Canada en 2007, était un ensemble de musique écossaise, de chansons traditionnelles et de danse.

### Au cinéma
- 1968 : La Brigade du diable, d'Andrew V. McLaglen, interprétée par le 1er détachement du service spécial de l'US Army[8].
- 1970 : Patton, de Franklin Schaffner, interprétée par la 8e armée du Royaume-Uni du général Bernard Montgomery[9].
- 1989 : Le Cercle des poètes disparus, de Peter Weir, avec Robin Williams, au début du film dans la chapelle du collège[10].

### Dans les jeux vidéo
Scotland the brave est une des musiques accompagnant Robert Bruce dans le jeux vidéo civilisation VI avec également la musique Bonnie Dundee.